# Peter von Uslar
Le baron Peter Karlovitch von Uslar (Пётр Ка́рлович У́слар en russe), né le 1er septembre (20 aout?) 1816, décédé le 20 juillet (8 juillet?) 1875, est un général, ingénieur et linguiste russe d’origine allemande, connu pour ses recherches linguistiques et ethnographiques sur les langues et peuples du Caucase.